# Greatest Hits (Spice Girls)
Greatest Hits è una raccolta del gruppo musicale pop britannico Spice Girls.
L'album, pubblicato dalla Virgin Records il 9 novembre 2007 in Italia e mondialmente, il 12 novembre nel Regno Unito e il 15 gennaio negli Stati Uniti, è una raccolta dei successi del gruppo britannico Spice Girls realizzata in occasione della reunion del gruppo annunciata nel giugno dello stesso anno.
L'album è composto da quindici tracce: i dodici singoli estratti dai primi tre album del gruppo, la canzone Move Over, inclusa nell'album Spiceworld e utilizzata per uno spot pubblicitario della Pepsi, e due inediti, la vivace Voodoo e la ballata Headlines (Friendship Never Ends), primo e unico singolo estratto dall'album e abbinato alla campagna di beneficenza britannica Children in Need.

## Copertina
La copertina dell'album riprende lo stile dei primi due album del gruppo, Spice e Spiceworld, ma senza le immagini delle componenti a comporre le lettere della parola Spice.
Il lavoro è stato affidato al gioielliere e designer David Morris che ha confermato che ogni lettera e diamante corrisponderanno a una Spice. La S è di ambra e rappresenta Victoria Adams, il rubino rosa che compone la P è invece per Emma Bunton. La lettera di Melanie C, la I, è di diamante; la C di Geri Halliwell è fatta di pietre di zaffiro e lo smeraldo della E è di Melanie B.

## Tracce
1. Wannabe – 2:53 (Spice Girls, Richard Stannard, Matt Rowe)
2. Say You'll Be There – 3:58 (Spice Girls, J. Buck, Eliot Kennedy)
3. 2 Become 1 – 4:04 (Spice Girls, Richard Stannard, Matt Rowe)
4. Mama – 3:41 (Spice Girls, Richard Stannard, Matt Rowe)
5. Who Do You Think You Are? – 3:44 (Spice Girls, Andy Watkins, Paul Wilson)
6. Move Over – 2:43 (Spice Girls, Clifford Lane, Richard Stannard, Mary Wood)
7. Spice Up Your Life – 2:55 (Spice Girls, Richard Stannard, Matt Rowe)
8. Too Much – 3:53 (Spice Girls, Andy Watkins, Paul Wilson)
9. Stop – 3:25 (Spice Girls, Andy Watkins, Paul Wilson)
10. Viva Forever – 4:12 (Spice Girls, Richard Stannard, Matt Rowe)
11. Let Love Lead the Way – 4:15 (Victoria Beckham, Melanie Brown, Emma Bunton, Melanie Chisholm, LaShawn Daniels, Fred Jerkins III, Rodney Jerkins, Harvey Mason Jnr)
12. Holler – 3:56 (Victoria Beckham, Melanie Brown, Emma Bunton, Melanie Chisholm, LaShawn Daniels, Fred Jerkins III, Rodney Jerkins)
13. Headlines (Friendship Never Ends) – 3:29 (Spice Girls, Richard Stannard, Matt Rowe)
14. Voodoo – 3:11 (Spice Girls, Richard Stannard, Matt Rowe)
15. Goodbye – 3:11 (Victoria Beckham, Melanie Brown, Emma Bunton, Melanie Chisholm, Matt Rowe, Richard Stannard)

Durata totale: 53:30
Bonus track per iTunes
1. Wannabe (Junior Vasquez Gomis Dub) – 6:38
2. Tell Me Why (Jonathan Peters Edit) – 3:24
3. Say You'll Be There (Junior's X-Beats) – 6:57

### Edizione speciale
Oltre alla versione in CD è stata distribuita anche una versione speciale che contiene anche un DVD con i video del gruppo.
DVD
1. Wannabe
2. Say You'll Be There
3. 2 Become 1
4. Mama
5. Who Do You Think You Are
6. Spice Up Your Life
7. Too Much
8. Stop
9. Viva Forever
10. Holler
11. Let Love Lead the Way
12. Goodbye
13. Headlines (Friendship never ends) – presente solo nell'edizione americana

### Box Set
È stata distribuita anche una versione del disco formata da 4 dischi: il disco standard, un CD con alcuni remix, un DVD con i video e un CD per il karaoke.
CD Remix
1. Wannabe (Motiv8 Vocal Slam Mix)
2. Say You'll Be There (Junior's Main Pass)
3. 2 Become 1 (Dave Way Remix)
4. Mama (Biffco Mix)
5. Who Do You Think You Are (Morales Club Mix)
6. Spice Up Your Life (Mark Cuba Libre Mix)
7. Too Much (SoulShock & Karlin Remix)
8. Stop (Morales Remix)
9. Viva Forever (Tony Rich Remix)
10. Holler (MAW Remix)
11. Goodbye (Orchestral Mix)

CD Karaoke
1. Wannabe
2. Say You'll Be There
3. 2 Become 1
4. Mama
5. Who Do You Think You Are
6. Move Over
7. Spice Up Your Life
8. Too Much
9. Stop
10. Viva Forever
11. Holler
12. Let Love Lead the Way
13. Goodbye

## Formazione
- Emma Bunton
- Victoria Adams
- Melanie C
- Melanie B
- Geri Halliwell

## Classifiche
| Paese             | Posizione massima |
| ----------------- | ----------------- |
| Australia         | 1                 |
| Regno Unito       | 2                 |
| Nuova Zelanda     | 15                |
| Italia            | 20                |
| Spagna            | 23                |
| Messico           | 34                |
| Svezia            | 50                |
| Svizzera          | 52                |
| Belgio (Fiandre)  | 62                |
| Austria           | 70                |
| Paesi Bassi       | 73                |
| Belgio (Vallonia) | 78                |